# Gommenec'h
Gommenec'h is een gemeente in het Franse departement Côtes-d'Armor (regio Bretagne) en telt 494 inwoners (2005). De plaats maakt deel uit van het arrondissement Saint-Brieuc.

## Geografie
De oppervlakte van Gommenec'h bedraagt 11,7 km², de bevolkingsdichtheid is 42,2 inwoners per km².

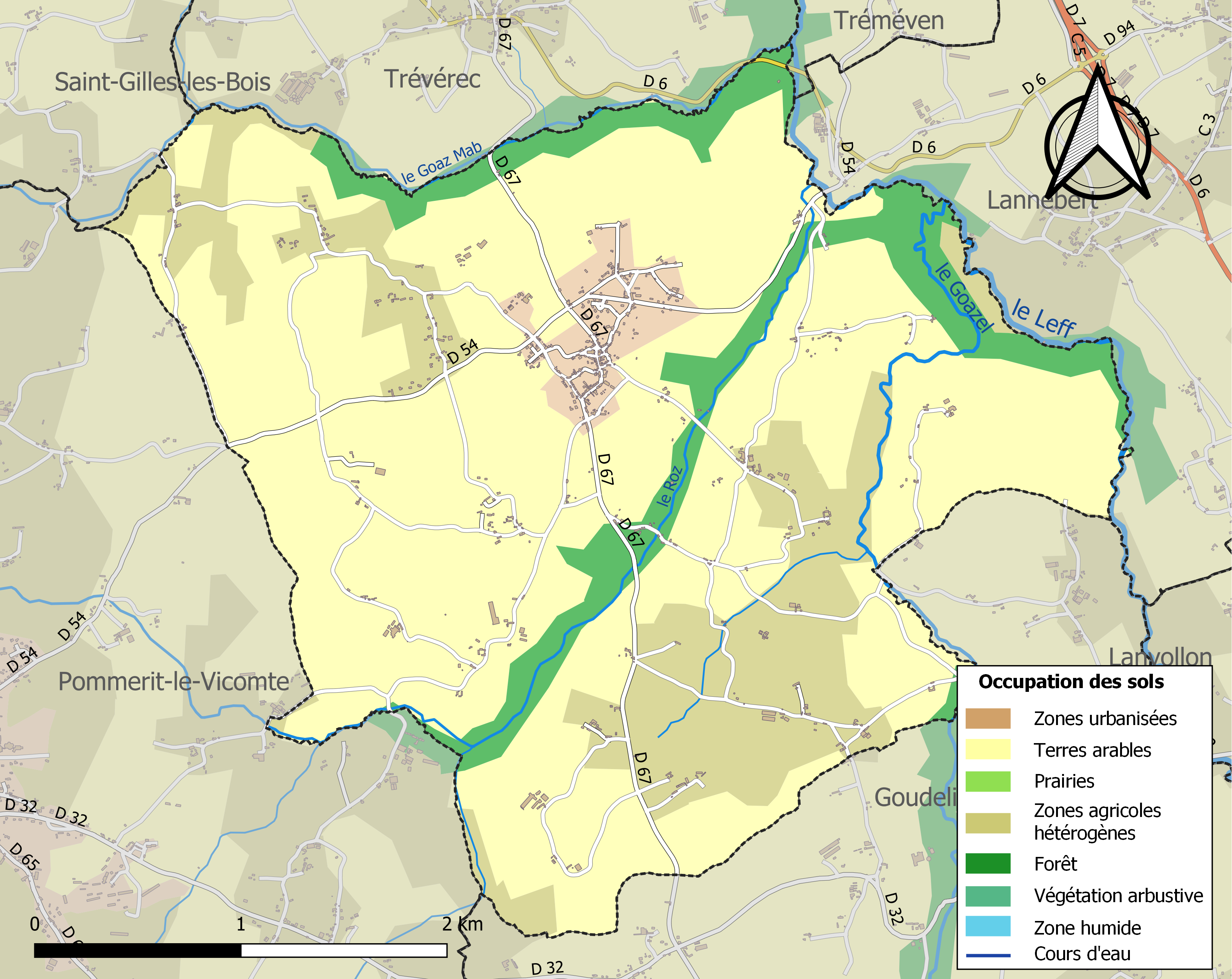
Kaart van de gemeente met de belangrijkste infrastructuur, bodemgebruik en omliggende gemeenten

## Demografie
Onderstaande figuur toont het verloop van het inwonertal (bron: INSEE-tellingen).
1. ↑  Populations de référence 2022.